# Éderson José dos Santos Lourenço da Silva
Éderson José dos Santos Lourenço da Silva (Campo Grande, 7 de julho de 1999) é um futebolista brasileiro que atua como volante. Atualmente joga na Atalanta.

## Carreira

### Início
Natural de Campo Grande, no Mato Grosso do Sul, iniciou a carreira profissional no Desportivo Brasil, clube paulista. Em 2015, foi emprestado ao Shandong Luneng.

### Cruzeiro
No dia 15 de julho de 2018, foi emprestado ao Cruzeiro, equipe que joga na Primeira Divisão Brasileira, que teve a opção de contratá-lo após o empréstimo que terminou em meados de 2019. A princípio, o jogador deveria fazer parte do Sub-20, mas após treinar com o profissional por algum tempo, impressionou o técnico Mano Menezes que decidiu lhe dar uma chance no time titular.
Como o Cruzeiro disputava três competições ao mesmo tempo, o treinador viu-se obrigado a utilizar a maioria dos jogadores do plantel para descansar alguns jogadores importantes para outras competições prioritárias. Devido a este fato, muitos jogadores jovens e reservas tiveram chance no time titular. No dia 5 de setembro de 2018, Éderson estreou em um empate por 1–1 contra o Botafogo. Ele entrou aos 30 minutos do segundo tempo, no lugar de Thiago Neves.
Apesar da desastrosa campanha do Cruzeiro no Campeonato Brasileiro 2019 (que levou o time a ser rebaixado à Série B pela primeira vez em sua história), foi um dos melhores jogadores do time e foi considerado, por muitos jornalistas, um dos principais jogadores do clube na temporada.
Após o rebaixamento do Cruzeiro à Série B, processou o clube por salários não pagos. Eles chegaram a um acordo que permitiu que ele assinasse livremente com outro clube.

### Corinthians
No dia 20 de fevereiro de 2020, após vários dias de especulações, o Corinthians anunciou a contratação do atleta por cinco anos. Éderson estreou no dia 7 de março, em um empate por 1–1 contra o Novorizontino, válido pelo Campeonato Paulista, entrando aos 22 minutos do segundo tempo, no lugar de Gabriel. Marcou seu primeiro gol, pelo clube paulista no dia 26 de julho, em uma vitória por 2–0 contra o Oeste, válida também pelo Campeonato Paulista.
Em 28 de janeiro de 2022, o Corinthians anunciou a venda do jogador para a Salernitana e encerrou o empréstimo com o Fortaleza.

### Fortaleza
Éderson acertou com o Fortaleza no dia 1 de março de 2021, assinando um contrato de empréstimo até o final da temporada. Fez sua estreia pelo Leão do Pici no dia 10 de março, em uma vitória por 2–0 contra o Atlético Cearense, válida pelo Campeonato Cearense. Sua apresentação oficial no novo clube aconteceu logo depois de sua estreia. Marcou seu primeiro gol pelo clube nordestino no dia 27 de março, em uma vitória por 2–1 contra o 4 de Julho, válida pela Copa do Nordeste.
No Fortaleza, em 2021, o jogador se destacou, tornando-se titular absoluto, e fez uma excelente temporada, chamando atenção nos números.
Em 12 de janeiro de 2022, com interesse de manter o jogador após o bom momento que apresentou em 2021, o clube nordestino renovou o empréstimo até o final de 2022. Em 28 de janeiro de 2022, o Fortaleza se despediu do jogador, que foi vendido para o futebol italiano.

### Salernitana

#### 2021–22
Éderson foi vendido para a Salernitana no dia 28 de janeiro de 2022, sendo contratado junto ao Corinthians por 6,5 milhões de euros. No clube italiano, o atleta atuou em 15 partidas, marcou dois gols e deu uma assistência durante sua passagem pela Serie A. Éderson atuou apenas pelo Campeonato Italiano, pois a equipe não estava mais disputando nenhuma Copa quando o brasileiro chegou.
Ao final do Campeonato, Éderson ajudou a equipe a se livrar do rebaixamento, pois garantiram a 17ª colocação na última rodada, uma posição acima daquela que estavam quando o brasileiro chegou no time.

### Atalanta

#### 2022–23
Depois de seis meses na Salernitana, Ederson foi vendido para o Atalanta por 15 milhões de euros ( R$ 83 milhões). Ele fez sua estreia pelo Orobici em 28 de agosto, no segundo tempo da vitória por 1 a 0 no Hellas Verona. Em 15 de janeiro de 2023, ele marcou seu primeiro gol pelo Orobici, marcando um dos gols na vitória por 8 a 2 contra o ex-Salernitana.
Em sua primeira temporada, o brasileiro rapidamente conseguiu espaço no time. O atleta jogou por 35 vezes no Campeonato Italiano e estufou as redes uma única vez contra seu ex-clube. Na rodada 18ª. Ainda que com uma eliminação precoce na Copa da Itália, Éderson conseguiu ser consistente durante o restante da temporada e ficou em 5º lugar na tabela final da Serie A.

#### 2023–24
Em sua melhor temporada em solo italiano, Éderson surpreendeu ao marcar seis gols até janeiro de 2024. O atleta havia marcado na estreia da Europa League daquela temporada, e estufado a rede outras cinco vezes pela Serie A. Ao todo, ele já havia feito 27 jogos na carreira.
Nessa mesma época, sob o comando de Gian Piero Gasperini, o clube avançou às finais das principais competições que disputava – e Éderson era um dos atletas mais utilizados na equipe titular, recuando para posição de volante na segunda metade da temporada. Em solo italiano, após uma regular 4ª colocação, a equipe fizera uma grande campanha e chegou à final da Copa Itália, mas lá foram derrotados para Juventus.
Mas o principal momento dos italianos aconteceu na Liga Europa. A Atalanta eliminou, sequencialmente, o Sporting, Liverpool e Olympique de Marseille até chegar à decisão da competição contra o Bayer Leverkusen, comandado por Xabi Alonso. Os alemães haviam vencido a Copa da Alemanha e o Campeonato Alemão de maneira invicta e jamais haviam perdido um jogo sequer até aquela partida. O time da jovem promessa Florian Wirtz chegou à briga pelo pódio com muito favoritismo, mas nada disso se comprovou nos 90 minutos quando Ademola Lookman marcou um hat-trick e deu o primeiro título continental para a equipe e Éderson.
Juntamente com suas boas performances individuais e títulos coletivos, o atleta foi convocado por Dorival Júnior para disputar a Copa América de 2024. Ao todo, o brasileiro chegou a marca de sete gols em 53 partidas disputadas.

#### 2024–25
Éderson começou a nova época lamentando uma derrota por 2–0 diante o Real Madrid na Supercopa da UEFA de 2024. Eventualmente, o brasileiro voltou a ter momentos de destaque na época, como quando fez gols contra importantes equipes do cenário europeu, como o Milan na 33ª rodada da Série A e o Barcelona na Liga dos Campeões.
Contudo, a equipe tivera oscilações que culminaram em eliminações e perca de liderança. No Campeonato, Éderson ajudou a equipe a atingir o pico da tabela na reta final do primeiro turno italiano, contudo, resultados irregulares deixaram a equipe posições abaixo poucas partidas depois – e concluíram a temporada na 3ª colocação, com o médio marcando quatro gols em 37 partidas.
Pelas Copas, sofreu eliminação diante a Internazionale na semifinal da Supercopa da Itália de 2024, e foram retirados da Coppa Italia nas Quartas de Final diante o Bologna. Por fim, sofreram duas derrotas na fase de Pré-Oitavas da Champions e deixaram a competição após um placar agregado de 5–2 diante o Club Brugge KV.
Após este ano individualmente regular, apesar da diminuição do número de gols da época passada, o brasileiro era um dos grandes ativos do clube italiano. Destacando-se no cenário europeu, seu nome passou a ser novamente vinculado a outros times do Continente, mas não encontrou propostas concretas até o fim de suas férias.

## Seleção Brasileira
Foi convocado pela Seleção Brasileira Sub-20 no dia 7 de outubro de 2018, para participar de dois amistosos contra o Chile, nos dias 13 e 15 de outubro. O jogador participou do segundo jogo, no dia 15 de outubro, em um empate por 2–2.
Já pela Seleção Brasileira principal, Éderson recebeu sua primeira convocação no dia 19 de maio de 2024, integrando o grupo que disputou a Copa América realizada nos Estados Unidos. Lá, porém, fez apenas um jogo e viu a equipe ser eliminada, na partida seguinte, pelo Uruguai nas quartas de final.

## Estatísticas
Abaixo estão listados todos os jogos, gols e assistências do futebolista por clubes.

### Clubes
| Clube             | Temporada         | Campeonato nacional | Campeonato nacional | Campeonato nacional | Copa nacional[a] | Copa nacional[a] | Copa nacional[a] | Competições continentais[b] | Competições continentais[b] | Competições continentais[b] | Outros torneios[c] | Outros torneios[c] | Outros torneios[c] | Total | Total | Total   |
| Clube             | Temporada         | Jogos               | Gols                | Assist.             | Jogos            | Gols             | Assist.          | Jogos                       | Gols                        | Assist.                     | Jogos              | Gols               | Assist.            | Jogos | Gols  | Assist. |
| ----------------- | ----------------- | ------------------- | ------------------- | ------------------- | ---------------- | ---------------- | ---------------- | --------------------------- | --------------------------- | --------------------------- | ------------------ | ------------------ | ------------------ | ----- | ----- | ------- |
| Cruzeiro          | 2018              | 5                   | 0                   | 0                   | —                | —                | —                | —                           | —                           | —                           | —                  | —                  | —                  | 5     | 0     | 0       |
| Cruzeiro          | 2019              | 21                  | 2                   | 0                   | 1                | 0                | 0                | —                           | —                           | —                           | —                  | —                  | —                  | 22    | 2     | 0       |
| Cruzeiro          | Total             | 26                  | 2                   | 0                   | 1                | 0                | 0                | —                           | —                           | —                           | —                  | —                  | —                  | 27    | 2     | 0       |
| Corinthians       | 2020              | 16                  | 0                   | 0                   | 2                | 0                | 0                | —                           | —                           | —                           | 6                  | 0                  | 0                  | 24    | 3     | 0       |
| Corinthians       | 2021              | —                   | —                   | —                   | —                | —                | —                | —                           | —                           | —                           | 1                  | 0                  | 0                  | 1     | 0     | 0       |
| Corinthians       | Total             | 16                  | 0                   |                     | 2                | 0                |                  | —                           | —                           | —                           | 7                  | 3                  |                    | 25    | 3     | 0       |
| Fortaleza         | 2021              | 34                  | 1                   | 2                   | 10               | 0                | 1                | —                           | —                           | —                           | 14                 | 2                  | 0                  | 58    | 3     | 3       |
| Fortaleza         | Total             | 34                  | 1                   | 2                   | 10               | 0                | 1                | —                           | —                           | —                           | 14                 | 2                  | 0                  | 58    | 3     | 3       |
| Salernitana       | 2021–22           | 15                  | 2                   | 1                   | —                | —                | —                | —                           | —                           | —                           | —                  | —                  | —                  | 15    | 2     | 1       |
| Salernitana       | Total             | 15                  | 2                   | 1                   | —                | —                | —                | —                           | —                           | —                           | —                  | —                  | —                  | 15    | 2     | 1       |
| Atalanta          | 2022–23           | 0                   | 0                   | 0                   | 0                | 0                | 0                | —                           | —                           | —                           | —                  | —                  | —                  | 0     | 0     | 0       |
| Atalanta          | Total             | 0                   | 0                   | 0                   | 0                | 0                | 0                | —                           | —                           | —                           | —                  | —                  | —                  | 0     | 0     | 0       |
| Total na carreira | Total na carreira | 91                  | 5                   | 3                   | 13               | 0                | 1                | —                           | —                           | —                           | 21                 | 5                  | 0                  | 125   | 10    | 4       |

- a. ^ Jogos da Copa do Brasil
- b. ^ Jogos continentais
- c. ^ Jogos do Campeonato Paulista, Campeonato Cearense e Copa do Nordeste

### Seleção Brasileira
Abaixo estão listados todos jogos, gols e assistências do futebolista pela Seleção Brasileira.[carece de fontes?]
| Categoria         | Ano               | Amistosos | Amistosos | Amistosos |
| Categoria         | Ano               | Jogos     | Gols      | Assist.   |
| ----------------- | ----------------- | --------- | --------- | --------- |
| Sub–20            | 2018              | 1         | 0         | 0         |
| Total na carreira | Total na carreira | 1         | 0         | 0         |

## Títulos
Cruzeiro
- Copa do Brasil: 2018
- Campeonato Mineiro: 2019

Fortaleza
- Campeonato Cearense: 2021

Atalanta
- Liga Europa da UEFA: 2023–24